# Die abstrakten hannover
die abstrakten hannover war eine Vereinigung von Künstlern in Hannover, die in den 1920er Jahren die abstrakte Kunst in verschiedenen Gestaltungsformen weiter entwickelten und dieser damals neuen Kunstrichtung zu mehr Beachtung und Ansehen verhelfen wollten. Die Vereinigung bestand bis Anfang der 1930er Jahre. Die Aktivitäten wurden nach der Machtergreifung der Nationalsozialisten 1933 stark eingeschränkt. Drei Gruppenmitglieder gingen ins Exil, drei weitere wurden mit Malverbot belegt. 1935 erlosch die Gruppierung offiziell.

## Gründung, Namensgebung und Ziele
Die Künstlergruppe war 1927 als Ortsgruppe der „Internationale(n) Vereinigung der Expressionisten, Futuristen, Kubisten und Konstruktivisten e.V.“ gegründet worden. Die Initiative ging von Kurt Schwitters aus, der die vier Künstler Carl Buchheister, Rudolf Jahns, Hans Nitzschke und Friedrich Vordemberge-Gildewart zur Gründungsversammlung am 12. März 1927 in seine hannoversche Wohnung in der Waldhausenstraße 5 im Stadtteil Waldhausen einlud.
Die fünf Künstler kannten sich seit Jahren. Nitzschke und Vordemberge-Gildewart hatten Ausbildungen in der Innenarchitektur, Architektur und Malerei absolviert. Sie bezogen 1924 gemeinsame Ateliers in der Kestnergesellschaft und wollten dem Konstruktivismus zum Durchbruch verhelfen, nachdem diese neue Stilrichtung von El Lissitzky im selben Haus in den Vorjahren weiter entwickelt worden war.
Der Kontakt zu dem Autodidakten Rudolf Jahns kam im Februar 1927 zustande, als Schwitters im Rahmen seiner MERZ-Abende bei ihm in Holzminden zu Gast war. Als weiteres Mitglied wurde Mitte 1927 César Domela als „auswärtiges Mitglied“ aufgenommen, der aus Amsterdam stammte und zu der Zeit in Berlin wohnte. Er stellte die Verbindung zu der international bereits bekannten niederländischen De-Stijl-Gruppe her.
Die Künstlergruppe unterstrich mit ihrer Namensgebung einerseits ihre Eigenständigkeit als Ortsgruppe innerhalb der „Internationale(n) Vereinigung der Expressionisten, Futuristen, Kubisten und Konstruktivisten e.V.“, der von Herwarth Walden und der Zeitschrift Der Sturm gegründeten Berliner Künstlervereinigung, und andererseits mit der ausdrücklichen Kleinschreibung ihres Namens die Unterstützung der fortschrittlichen Bestrebungen des Bauhauses in Weimar. Dort hatte es bereits im Oktober 1925 geheißen:

„von nun an schreibt das bauhaus alles klein.“

In einer Erklärung an den Leiter des niedersächsischen Provinzialmuseums Alexander Dorner, der später förderndes Mitglied der abstrakten hannover wurde, heißt es:

„wir schreiben alles klein, denn wir sparen zeit, außerdem: warum zwei alphabete, wenn eins dasselbe erreicht? warum groß schreiben, wenn man nicht groß sprechen kann.“

Mit der Gründung der Künstlergruppe gewährte ihnen der Kunstverein Hannover in der jährlichen Ausstellung einen eigenen Raum, womit ein breiterer Publikumskreis erreicht werden konnte. Ein weiterer Schwerpunkt der Gruppenaktivitäten war die Suche und Anbindung von fördernden Mitgliedern aus aufgeschlossenen Kreisen der Stadt Hannover, womit ein bescheidenes Mäzenatentum entwickelt werden konnte.
In der Zeitspanne des Bestehens der Künstlergruppe vertieften die Mitglieder ihre künstlerischen Schwerpunkte und entwickelten sie durch den gegenseitigen Austausch weiter. Die künstlerischen Tätigkeiten waren vielfältig und erstrecken sich über die Gebiete:
- Collage,
- Reliefs und Plastik,
- Architektur,
- Raumgestaltung und Möbelentwürfe,
- Fotografie und Fotomontage,
- Typografie mit Anwendungen in der Werbung und Produktgestaltung.

Die Gruppe erlebte in der Zeit der Zusammenarbeit eine „fruchtbare Auseinandersetzung“ untereinander, die den „konstruktiven Grundzug in all ihren Arbeiten weiter ausprägte“. Dabei blieb genügend Freiraum für eigene Charakteristika, da keine gemeinsame Gestaltungstheorie entwickelt und vorgegeben wurde. Hierin unterschieden sich die abstrakten hannover grundlegend von Pionieren der konstruktiven, ungegenständlichen Kunst wie Kasimir Malewitsch und seine Schüler oder die de-Stijl-Gruppe um Piet Mondrian und Theo van Doesburg.
Sinn und Zweck der Vereinigung war die ideelle und materielle Unterstützung der Künstler. Elisabeth Buchheister, Ehefrau von Karl Buchheister, beschrieb die Anfänge der Künstlergruppe als „Krampf“, als „einen unermeßlichen Kampf“, überhaupt etwas zu verkaufen.
Vorsitzender der Gruppe war von 1928 bis 1932 Carl Buchheister.
Als in der Wohnung von Käte Steinitz, einer Freundin Schwitters und Förderin der abstrakten, die Künstlervereinigung mit 50 Teilnehmern tagte, waren die abstrakten bereits auf dem Weg, mit ihren Künsten wie etwa Dada international salonfähig zu werden.
Doch manche Hannoveraner taten sich noch schwer mit der Gruppe: „Wenn Kurt Schwitters auf einem der Gesellschaftsabende der abstrakten seine »Chorsonate« vortrug“, erinnerte sich Elisabeth Buchheister im Interview auf NDR 1,

„... da nahmen die Leute ihre Taschentücher vors Gesicht und verschwanden nach draußen und lachten sich tot, weil sie gar keine Ahnung hatten, was damit gesagt werden sollte.“

Die besondere Aufbruchstimmung der 1920er Jahre fasste Samuel Caumann, der spätere Biograf Alexander Dorners, zusammen:

„Dieses Deutschland, befreit von dem totalen Ideal des Kaiserreichs, einer geschlossenen, statischen Ordnung, eines starren Kastensystems mit halbmilitärischer Disziplin für das ganze Volk wurde frei wie nie zuvor ein anderes Land frei geworden war. Jeder Anspruch, der die Menschen aufforderte, etwas glauben oder etwas zu tun, fand offene Ohren, aber es wurde auch jeder aufgerufen, seine Glaubwürdigkeit zu erweisen. Bei schärfster Prüfung aller Gesichtspunkte wurden alle Aspekte und Äußerungen des Lebens untersucht und in Frage gestellt: Religion, Politik, Wirtschaft, Kunst, Familienbindungen, Erziehung, Etikette, Benehmen, bis hinunter zur Frage der Kleidung. Die ganze Welt wurde neu gesehen.“

## Schwerpunkte der Künstler
Buchheister und Jahns standen mit ihren Werken – überwiegend Zeichnungen und Bilder – in enger Verbindung zur Natur, aus der sie Anregungen zu ungegenständlichen Konzepten gewannen. Jahns setzte anfangs Einflüsse des Kubismus und der Ungegenständlichkeit in weich geschwungene, gerundete sowie in geradlinige, gezackte Formen um. Mitte der 1920er Jahre kam er zu einer „konstruktiven Vorgehensweise, zum Bauen einer Komposition aus geometrischen oder zumindest geometrisierenden Elementen.“
Domela, Nitzschke und Vordemberge-Gildewart wurden eher als rationale Gestalter angesehen.

„Natur und Kunst sind zwei Welten, die zueinander absolut im Widerspruch stehen.“

Er bewundere zwar die Natur, aber die Kunst entstehe durch Berechnung. Bereits der Einstieg in die Malerei war bei Nitzschke und Vordemberge-Gildewart durch Ungegenständliches geprägt, wie flächige Horizontal-Vertikal-Kompositionen (siehe auch Konstruktivismus und Elementarismus). Später gingen sie zu geometrischen, sich überlagernden Konstruktionen im Stile von El Lissitzky über.
Ende der 1920er Jahre gewannen Tätigkeiten für die Typografie, Werbung und Produktgestaltung für Mitglieder der Gruppe größere Bedeutung, auch aus wirtschaftlichen Gründen – wie es hieß, zum „Broterwerb“.

## Resonanz
Die Künstler fanden im In- und Ausland Anerkennung. Im internationalen Kunstbetrieb gab es Interesse an einzelnen oder mehreren Künstlern, die zu Veranstaltungen oder Publikationen herangezogen wurden, allerdings kaum an der Gruppierung als solcher.
Örtliche Unterstützung erfuhren sie vor allem durch das Engagement der Kestnergesellschaft und der Galerie Garvens sowie durch den Leiter des Provinzialmuseums Hannover Alexander Dorner, der in diesem Zeitraum eine Neuordnung und damit eine Neuorientierung der Gemäldeabteilung umsetzte (1927 Einrichtung des Kabinetts der Abstrakten). Die lokale Presse und einflussreiche Teile der Öffentlichkeit waren zutiefst bieder. Der Kunstverein Hannover sperrte sich gegen Abstrakte. Erst die Gruppengründung öffnete den Weg zur jährlichen Ausstellung.

## Vorträge, Gesellschaftsabende
Bei der Suche und Anbindung von fördernden Mitgliedern aus aufgeschlossenen Kreisen der Stadt Hannover spielten Gesellschaftsabende und Vorträge eine wesentliche Rolle, meist abgehalten in Räumen der Gruppenmitglieder. Zwischen 1927 und Ende 1931 fanden 21 Vortragsabende mit einem weit gespannten Themenspektrum unter Beteiligung namhafter, internationaler Vortragender statt.
Zu den flankierenden Aktivitäten zählte die Verlosung von Kunstwerken der Gruppenmitglieder, die sie abwechselnd zu den Vortragsabenden zu einem Bruchteil ihres angesetzten Wertes stifteten.
| Themen und Vorträge der Gesellschaftsabende der abstrakten hannover | Themen und Vorträge der Gesellschaftsabende der abstrakten hannover | Themen und Vorträge der Gesellschaftsabende der abstrakten hannover                                | Themen und Vorträge der Gesellschaftsabende der abstrakten hannover |
| ------------------------------------------------------------------- | ------------------------------------------------------------------- | -------------------------------------------------------------------------------------------------- | ------------------------------------------------------------------- |
| 1. Abend                                                            | 4. Okt. 1927                                                        | Cornelis van Eesteren, Architekt aus Holland                                                       | Architektur der Stijl-Gruppe                                        |
| 2. Abend                                                            | 12. Nov. 1927                                                       | Ernesto G. Caballero, Schriftsteller aus Madrid                                                    | Thema unbekannt                                                     |
| 3. Abend                                                            | Datum unbek.                                                        | Alexander Dorner                                                                                   | Thema unbekannt                                                     |
| 4. Abend                                                            | 16. Feb. 1928                                                       | V. C. Habicht, TH Hannover                                                                         | Abstraktion in der Kunst                                            |
|                                                                     |                                                                     | Ausstellungseröffnung der abstrakten hannover, Kunst- u. Auktionssäle Katzer, Georgstraße 35, Han. |                                                                     |
| 5. Abend                                                            | 5. März 1928                                                        | Walter Kraul, Pianist                                                                              | über abstrakte Musik                                                |
| 6. Abend                                                            | 15. März 1928                                                       | Herwarth Walden                                                                                    | Abstrakte Kunst                                                     |
| 7. Abend                                                            | Datum unbek.                                                        | Carl Buchheister und Kurt Schwitters                                                               | Die Bedeutung der abstrakten Kunst                                  |
|                                                                     |                                                                     | | und ihre Geltung im In- und Ausland                                 |
|                                                                     |                                                                     | | und Pariser Eindrücke                                               |
| 8. Abend                                                            | 6. Juni 1928                                                        | Ernesto G. Caballero, Schriftsteller aus Madrid                                                    | Neue Literatur in Spanien                                           |
| 9. Abend                                                            | 19. Okt. 1928                                                       | Friedrich Vordemberge-Gildewart                                                                    | müde menschen,                                                      |
|                                                                     |                                                                     | | verspätete kunst und gestaltung                                     |
| 10. Abend                                                           | 29. Nov. 1928                                                       | Albert Renger-Patzsch, Fotograf aus Bad Harzburg                                                   | Die Entdeckung der Fotografie                                       |
| 11. Abend                                                           | 8. April 1929                                                       | Alide van Uytranck, Pianistin aus Amsterdam                                                        | Neue Musik                                                          |
| 12. Abend                                                           | 9. Mai 1929                                                         | Katherine Dreier,                                                                                  | Neue Kunst in Amerika                                               |
|                                                                     |                                                                     | Präsidentin der „Société Anonyme“/New York                                                         |                                                                     |
| 13. Abend                                                           | 17. Juni 1929                                                       | Henry Cowell Komponist und Pianist                                                                 | Vortrag eigener Kompositionen                                       |
|                                                                     |                                                                     | aus den USA (Menio Park/Cal.)                                                                      |                                                                     |
| 14. Abend                                                           | 5. Dez. 1929                                                        | Herwarth Walden                                                                                    | Schriften. Dichtungen. Musik                                        |
| 15. Abend                                                           | 11. Feb. 1930                                                       | Walter Wickop, Hannover                                                                            | Neue städtebauliche Zeitfragen                                      |
| 16. Abend                                                           | 2. März 1930                                                        | Magistrats-Oberbaurat Damm, Hannover                                                               | Reklame als stadtbau-                                               |
|                                                                     |                                                                     | | künstlerisches Teilproblem                                          |
| 17. Abend                                                           | 3. März 1930                                                        | Katherine Dreier,                                                                                  | Thema unbekannt                                                     |
| 18. Abend                                                           | 11. April 1930                                                      | Naum Gabo, Berlin                                                                                  | Theorie u. Praxis des Konstruktivismus                              |
| 19. Abend                                                           | 5. Mai 1930                                                         | Justus Bier, Künstlerischer Leiter                                                                 | Nürnberger u. Wiener Stadionbauten                                  |
|                                                                     |                                                                     | der Kestner-Gesellschaft                                                                           | des Architekten Schweizer                                           |
| 20. Abend                                                           | 15. Nov. 1930                                                       | Kestner-Gesellschaft e.V. in Gemeinschaft mit                                                      | Diskussion über abstrakte Kunst                                     |
|                                                                     |                                                                     | den abstrakten                                                                                     |                                                                     |
| 21. Abend                                                           | Dez. 1931                                                           | Ernst Kallai, Herausgeber der Zeitschrift „bauhaus“                                                | Thema unbekannt                                                     |

.

## Ausstellungen
Im Vorfeld der Gruppengründung standen Beteiligungen an großen internationalen Ausstellungen, aus der sich Arbeitsimpulse und persönliche Kontakte ergaben:
- Dez. 1925 „L’art d’aujourd’hui“ (etwa: 'Die heutige Kunst') in Paris, Beteiligung von Nitzschke und Vordemberge-Gildewart, u. a. dabei Sophie Taeuber-Arp, Theo van Doesburg, Piet Mondrian, Pablo Picasso
- Ende 1926/Anfang 1927 „International Exhibition of Modern Art“ in New York, Beteiligung von Buchheister, Nitzschke, Schwitters und Vordemberge-Gildewart.[8]

In der Zeit nach dem Zweiten Weltkrieg fanden zwei Ausstellungen statt, die sich ausschließlich den abstrakten hannover widmeten:
- 1975 fand in der Galerie Bargera in Köln eine frühe Ausstellung über „die abstrakten hannover“ statt.[12]
- 1987/88 – und damit mehr als 60 Jahre nach Gründung der Gruppe am 12. März 1927 – fand die Ausstellung "die abstrakten hannover – Internationale Avantgarde 1927–1935" statt, die neben Werken der abstrakten hannover auch zugehörige, internationale Werke z. B. von Mondrian, El Lissitzky, Moholy-Nagy und van Doesburg umfasste. Die Doppelausstellung – zunächst 8½ Wochen im Sprengel Museum Hannover, danach 7 Wochen im Wilhelm-Hack-Museum Ludwigshafen – wurde unter dem ersten Direktor des Sprengel Museums Hannover, Joachim Büchner entwickelt und fand regionale wie internationale Beachtung.[13][8]

Werke der abstrakten hannover (Schwerpunkt: Schwitters, Vordemberge-Gildewart, Buchheister und Jahns sowie Stahlrohrstuhl von Nitzschke) finden sich heute insbesondere im Sprengel Museum Hannover.

## Ende der Gruppe
Anfang der 1930er Jahre wurde die politische und gesellschaftliche Lage für die Mitglieder der abstrakten hannover bedrohlicher. Treffen fanden kaum noch statt, auch der schriftliche Austausch unterblieb. Der letzte Vortragsabend fand im Dezember 1931 als 21. Abend mit Ernst Kallai zum Thema „Bauhaus“ statt. Bezeichnenderweise sind über diese Veranstaltung keine weiteren Dokumente und Unterlagen erhalten geblieben.
Arbeit- und Ausstellungsmöglichkeiten – selbst im angewandten Bereich – gingen drastisch zurück. Die früheren Förderer konnten kaum noch Unterstützung geben.
1932 löste sich die Gruppe auf. Der organisatorische Zusammenhalt war mehr und mehr weggefallen, nachdem Schwitters sich häufig in Norwegen aufhielt, Vordemberge-Gildewart der immer noch bestehenden Hannoverschen Sezession beitrat und Carl Buchheister im Reichsverband bildender Künstler eine herausgehobene Position übernahm.
Schwitters ging 1937 endgültig in Norwegen ins Exil. Domela emigrierte 1933 nach Paris. Vordemberge-Gildewart emigrierte 1938 nach Amsterdam. Buchheister, Jahns und Nitzschke blieben in Deutschland. Nitzschke schränkte seine Tätigkeiten auf die Architektur und Möbelentwürfe ein. Bezeichnend für den zunehmenden Einfluss der Nationalsozialisten ist ein Bauentwurf für das Haus Bode in Steinhude, bei dem er das ursprünglich konzipierte Flachdach durch ein Satteldach ersetzen musste, um die Baugenehmigung zu bekommen. Er konnte bis Kriegsanfang seine Tätigkeiten fortsetzen, wurde 1942 eingezogen und fiel 1944 bei Paris.
Buchheister und Jahns wurden 1933 mit Malverbot belegt. Sie stellten die künstlerischen Tätigkeiten ein und nahmen sie nach dem Zweiten Weltkrieg in unterschiedlicher Weise wieder auf. Diese Künstler schufen in diesem späten Zeitraum ein umfangreiches Werk, vor allem an abstrakten Bildern, Zeichnungen und Grafiken.